# Christian Bischoff (Autor)
Christian Bischoff (* 20. Juli 1976 in Gießen) ist Redner, Persönlichkeits-Trainer, Motivationstrainer und Autor mehrerer Wirtschaftsbücher. Er ist ehemaliger Basketballspieler und -trainer.

## Werdegang
In der Saison 1995/1996 gewann Christian Bischoff mit der TG Landshut die Meisterschaft in der zweiten Basketball-Bundesliga. Für die deutsche Juniorennationalmannschaft war er bei zwei Europameisterschaften im Einsatz (1993 und 1994). Nach dem Abitur spielte Bischoff zunächst in den USA, ehe ihn eine Rückenverletzung dazu zwang, seine Spielerkarriere im Alter von 19 Jahren zu beenden.
Noch im gleichen Jahr wurde Christian Bischoff Trainer und war sechs Jahre lang Cheftrainer der TG Hitachi Landshut (damalige Vereinsbezeichnung). Danach wechselte er als Assistenztrainer zum Basketball-Bundesligisten Brose Baskets Bamberg (damals: TSK Bamberg), ehe er Cheftrainer in der Bundesliga wurde.
Mit dem Hinweis auf sein Alter zog sich Bischoff kurze Zeit später auf die Position des Assistenztrainers zurück, um an der Seite des ehemaligen Nationaltrainers und ehemaligen Cheftrainers von Bayern München, Dirk Bauermann, das Bamberger Bundesligateam zu leiten, ehe er mehrere Jahre das Nachwuchsprogramm der Brose Baskets Bamberg aufbaute. Außerdem arbeitete Bischoff noch als Trainer und Trainerausbilder für den Deutschen Basketball-Bund (DBB).
2007 kehrte Christian Bischoff dem Basketballsport den Rücken. Seitdem ist er als Autor und Redner tätig. Bischoff ist Referent in der freien Wirtschaft im deutschsprachigen Raum. Es gibt jedoch auch kritische Diskurse zu Bischoff.

## Vorträge an Schulen
Mit der Schultour „Mach den positiven Unterschied“ hielt Christian Bischoff entgeltliche Vorträge zum Persönlichkeitstraining für Schüler der Sekundarstufe.

## Publikationen
- Der Weg des Meisters: Wie man große Visionen verwirklicht. Draksal, Leipzig 2012, ISBN 978-3-86243-084-0.
- Willenskraft: Warum Talent gnadenlos überschätzt wird. Berlin, Econ 2010, ISBN 978-3-430-20102-5.
- Machen Sie den positiven Unterschied: Warum Ihre eigene Einstellung das entscheidende Element in Ihrem Leben ist (4. Auflage). Leipzig, Draksal 2012, ISBN 978-3-86243-017-8.
- Mein Trainertagebuch: Das Spiel – Der Weg – Das Leben. Leipzig, Draksal 2008, ISBN 978-3-932908-35-4.
- Das Lebens-Lernbuch: 11 Dinge, die auf keinem Lehrplan stehen. Leipzig, Draksal 2010, ISBN 978-3-86243-006-2.
- Touch the Sky – Greif nach den Sternen (9. Auflage). Leipzig, Draksal 2012, ISBN 978-3-86243-082-6.
- Selbstvertrauen – Die Kunst, dein Ding zu machen. München, Ariston 2014, ISBN 978-3-641-13059-6.
- Unbesiegbar.  München, Ariston 2018, ISBN 978-3-641-22676-3.
- Bewusstheit. München, Ariston 2020, ISBN 978-3424202342.

## Hörbücher
- Motivational Moments
- Machen Sie den positiven Unterschied
- Willenskraft